# داسو فالكون 2000
داسو فالكون 2000 (بالإنجليزية: Dassault Falcon 2000)‏ هي نفاثة أعمال تجارية، ذات محركين. وهي من سلسلة خط طائرات فالكون لرجال الأعمال، والتي تصنعها شركة داسو للطيران الفرنسية. أنتجت في 1993، وكان أول طيران لها في 4 مارس 1993. ومازالت في الخدمة حتى الآن. صنع منها 310 طائرة.وهي أصغر قليلا من طائرة فالكون 900 الثلاثية المحركات، والعابرة للقارات.